# John Russell (basquetebolista)
John "Honey" Russell (Brooklyn, 31 de maio de 1902 - Livingston, 15 de novembro de 1973) foi um treinador e jogador de basquetebol profissional norte-americano. Chegou a jogar em numerosos clubes durante a década de 1920, tendo em sua carreira disputado cerca de 3 200 partidas no total. Também, foi treinador do Boston Celtics. Em 1973, Russell foi introduzido no Basketball Hall of Fame.